# David Súkup
David Súkup (9. července 1974, Praha) je český režisér, animátor a výtvarník.
Absolvoval soukroumou střední uměleckou školu v Praze, animaci na Filmové škole ve Zlíně a na FAMU. Bakalářský film „Světlo“ získal řadu mezinárodních ocenění. FAMU absolvoval filmem „Strom“. V roce 2009 pracoval jako animátor na pohádce Vlasty Pospíšilové „Král měl tři syny“ a následně režíroval nejdelší pohádku „Rozum a Štěstí“ ve filmu „Fimfárum – do třetice všeho dobrého“ (2011). V roce 2012 dokončuje druhou část Večerníčků „Králík Fiala“ (vypravěč Jiří Macháček).

## Filmografie
- 2011: Fimfárum – Do třetice všeho dobrého
- 2011: Králík Fiala (TV seriál)